# Буддійська міфологія
Буддійська міфологія — «комплекс міфологічних образів, персонажів, символіки, пов'язаних з релігійно-філософською системою буддизма». Буддійська міфологія виникла в VI—V ст. до н. е. в Індії і широко поширилася в Південній, Південно-Східній і Центральній Азії і на Далекому Сході.
З індуїстської міфології в буддійську міфологію увійшли боги (Брахма, Індра, Вішну, Ганеша та ін.), демони, дракони та ін.